# Natalija Tereščenko
Natalija Tereščenko (in ucraino Наталія Терещенко?; Kiev, 23 luglio 1976) è un'ex biatleta ucraina.

## Biografia
In Coppa del Mondo ottenne il primo risultato di rilievo il 3 dicembre 1999 a Hochfilzen (10ª) e il primo podio il 12 dicembre successivo a Pokljuka (2ª).
In carriera prese parte a due edizioni dei Campionati mondiali (12ª nell'individuale a Oslo/Lahti 2000 il miglior piazzamento).

## Palmarès

### Coppa del Mondo
- Miglior piazzamento in classifica generale: 36ª nel 2000
- 2 podi (entrambi a squadre[1]):
  - 1 secondo posto
  - 1 terzo posto